# Aeroportul Saglek
Aeroportul Saglek (IATA: YSV, ICAO: CYSV) este un aeroport din Saglek Bay⁠(d), Newfoundland și Labrador, Canada ce deservește zona CFS Saglek⁠(d).
Situat la o altitudine de 82 m, aeroportul dispune de o singură pistă.